# Strassenbahn Schwyz
| Streckenlänge: | 7,1 km               |                        |                        |
| Spurweite: | 1000 mm (Meterspur)  |                        |                        |
| Stromsystem: | (1914–1963) 1000 V = |                        |                        |
| Stromsystem: | (1900–1914) 750 V ∆  |                        |                        |
| Maximale Neigung: | 63 ‰                 |                        |                        |
| Minimaler Radius: | 30 m                 |                        |                        |
| Streckengeschwindigkeit: | 45 km/h              |                        |                        |
| |                      |                        |                        |
| \| \| 0,0 \| Seewen (Schwyz SBB) \| 455 m ü. M. \| \| \| 0,7 \| Nietenbachbrücke \| 490 m ü. M. \| \| \| \| Nietenbach \| \| \| \| 1,7 \| Schwyz Postplatz \| 517 m ü. M. \| \| \| 2,4 \| Schwyz Depot \| 482 m ü. M. \| \| \| \| Muota \| \| \| \| 3,0 \| Ibach Post \| 458 m ü. M. \| \| \| 3,5 \| Ibach Ausweiche \| 458 m ü. M. \| \| \| 6,0 \| Ingenbohl \| 442 m ü. M. \| \| \| \| Gotthardbahn (Viadukt) \| \| \| \| 6,4 \| Brunnen SBB \| 439 m ü. M. \| \| \| 7,1 \| Brunnen Schiffstation \| 437 m ü. M. \| |                      |                        |                        |
| U-Bahn-Kopfbahnhof Streckenanfang (Strecke außer Betrieb) | 0,0                  | Seewen (Schwyz SBB)    | 455 m ü. M.            |
| U-Bahn-Haltepunkt / Haltestelle (Strecke außer Betrieb) | 0,7                  | Nietenbachbrücke       | 490 m ü. M.            |
| U-Bahn-Brücke über Wasserlauf (Strecke außer Betrieb) |                      | Nietenbach             | Nietenbach             |
| U-Bahn-Haltepunkt / Haltestelle (Strecke außer Betrieb) | 1,7                  | Schwyz Postplatz       | 517 m ü. M.            |
| U-Bahn-Haltepunkt / Haltestelle (Strecke außer Betrieb) | 2,4                  | Schwyz Depot           | 482 m ü. M.            |
| U-Bahn-Brücke über Wasserlauf (Strecke außer Betrieb) |                      | Muota                  | Muota                  |
| U-Bahn-Haltepunkt / Haltestelle (Strecke außer Betrieb) | 3,0                  | Ibach Post             | 458 m ü. M.            |
| U-Bahn-Haltepunkt / Haltestelle (Strecke außer Betrieb) | 3,5                  | Ibach Ausweiche        | 458 m ü. M.            |
| U-Bahn-Haltepunkt / Haltestelle (Strecke außer Betrieb) | 6,0                  | Ingenbohl              | 442 m ü. M.            |
| U-Bahn-Kreuzung mit Eisenbahn geradeaus oben (Strecke geradeaus außer Betrieb) |                      | Gotthardbahn (Viadukt) | Gotthardbahn (Viadukt) |
| U-Bahn-Haltepunkt / Haltestelle (Strecke außer Betrieb) | 6,4                  | Brunnen SBB            | 439 m ü. M.            |
| U-Bahn-Kopfbahnhof Streckenende (Strecke außer Betrieb) | 7,1                  | Brunnen Schiffstation  | 437 m ü. M.            |

Die Strassenbahn Schwyz war eine 7,1 Kilometer lange meterspurige Strassenbahn im Kanton Schwyz in der Schweiz. Sie führte von Schwyz über Ingenbohl nach Brunnen. Zuständiges Verkehrsunternehmen waren die Schwyzer Strassenbahnen, abgekürzt SStB. 

## Geschichte
Die 1882 eröffnete Gotthardbahn war aus topographischen Gründen in einem weiten Bogen um den Kantonshauptort Schwyz trassiert worden, der Bahnhof Schwyz befindet sich bis heute im zwei Kilometer vom Ortskern entfernten Gemeindeteil Seewen. Der Bundesrat verpflichtete die Gotthardbahn-Gesellschaft dazu, eine Verbindungsstrasse nach Schwyz zu bauen. Auf dieser verkehrte eine Postkutsche, die jedoch den Ansprüchen nicht genügte. Mitte der 1880er Jahre plante ein Initiativkomitee den Bau einer Dampfstrassenbahn von Seewen über Schwyz nach Brunnen. Die 1890 erteilte Konzession blieb ungenutzt, da die Gotthardbahn keine Niveaukreuzung ihrer Gleise in Brunnen duldete.
Am 1. Juli 1898 erteilte der Bundesrat eine Konzession für den Bau einer elektrisch betriebenen Strassenbahn zwischen dem Bahnhof und dem Zentrum von Schwyz. Am 15. Mai 1899 wurde die Elektrische Strassenbahn Schwyz–Seewen AG (SSS) gegründet, die noch im selben Jahr die Bauarbeiten in Angriff nahm. Als Stromsystem wählte sie Drehstrom mit einer Spannung von 750 V. Am 6. Oktober 1900 erfolgte die Inbetriebnahme der 1,7 km langen Strecke. Die Baukosten von 120'000 Franken/km waren vergleichsweise günstig.
Bis zum Bau der angestrebten Verbindung zwischen Schwyz und Brunnen verstrich mehr als ein Jahrzehnt. Am 13. November 1911 wurde die Schwyzer Strassenbahnen AG (SStB) gegründet, die im folgenden Jahr die SSS übernahm. Nachdem am 31. Dezember 1912 die Konzession erteilt worden war, begannen im Januar 1913 der Streckenbau zwischen Schwyz und Brunnen. Aufgrund kriegsbedingter Verzögerungen erfolgte die Eröffnung des Teilstücks Schwyz–Ibach erst am 12. Oktober 1914. Gleichzeitig stellte man das Stromsystem auf 1000 V Gleichstrom um und ersetzte das kleine Depot in Seewen durch ein grösseres in Schwyz. Da zwischen Ibach und der Schifflände in Brunnen aufgrund des schwachen Tourismusverkehrs zunächst nur ein Sommerbetrieb vorgesehen war, fand die offizielle Eröffnung der gesamten Strecke am 8. Mai 1915 statt. Nördlich des Bahnhofs Brunnen querte ein Viadukt die Gleise der Gotthardbahn.
Das grösste Fahrgastaufkommen hatte die SStB während des Zweiten Weltkriegs zu bewältigen. Im Rekordjahr 1945 zählte man mehr als 900.000 Passagiere. In der Nachkriegszeit galt die Strassenbahn zunehmend als Hindernis für den zunehmenden Automobilverkehr, weshalb Investitionen zur Modernisierung weitgehend unterblieben. In den engen Strassen von Schwyz und Ibach kam es häufig zu Staus. Der Verwaltungsrat beschloss im Dezember 1961 die Umstellung auf Busbetrieb, die für den 29. September 1963 vorgesehen war. Aufgrund der verspäteten Lieferung der Busse fuhr die Strassenbahn letztmals am 14. Dezember 1963.
Die Auto AG Schwyz (AAGS) nutzte das ehemalige Strassenbahndepot an der Schützenstrasse in Ibach bis 2003 als Busgarage. Nach dem Bezug eines Neubaus wurde das Gebäude an die Firma Victorinox verkauft. Zudem ist in Brunnen als Rest noch ein Fahrleitungsmast vorhanden, an dem seit Jahren die Benzinpreisanzeige einer benachbarten Tankstelle hängt.

## Fahrzeuge
Die SStB setzte folgende Fahrzeuge ein:
| Typ    | Nr. | Hersteller | Baujahr |
| ------ | --- | ---------- | ------- |
| Be 2/2 | 1–6 | MAN / BBC  | 1914    |

| Typ | Nr.   | Hersteller | Baujahr |
| --- | ----- | ---------- | ------- |
| B2  | 11–12 | MAN        | 1914    |

| Typ   | Nr. | Hersteller | Baujahr |
| ----- | --- | ---------- | ------- |
| Z     | 1   | SWS        | 1910    |
| K     | 20  | MAN        | 1915    |
| M (X) | 30  | SStB       | 1918    |